# Peperomia glabrilimba
Peperomia glabrilimba är en pepparväxtart som beskrevs av C. Dc.. Peperomia glabrilimba ingår i släktet peperomior, och familjen pepparväxter. Inga underarter finns listade i Catalogue of Life.